# Y Sa Lo
Y Sa Lo  (* 1945 in Millstatt) ist eine österreichische Schauspielerin.

## Leben
Bekannt wurde sie in den 1970er-Jahren, vor allem nachdem sie sich seit 1975 der Fassbinder-Entourage angeschlossen hatte und in mehreren Spielfilmen Rainer Werner Fassbinders mitspielte. Für den WDR sprach sie auch in Hörspielen einige Rollen (Sterntaler / Der Teufel mit den drei goldenen Haaren, 1982, Kinderhörspiel oder Jim Salabim: Die Kürbis-Kanone, 1982, Kinderhörspiel). Auch in der Bibi-Blocksberg-Hörspielserie hatte sie 1988 eine Sprecherrolle.

## Filmografie (Auswahl)
- 1973: Ich dachte, ich wäre tot
- 1974: 1 Berlin-Harlem
- 1974: Mari
- 1975: Mutter Küsters’ Fahrt zum Himmel
- 1975: Meine Sorgen möcht’ ich haben
- 1976: Satansbraten
- 1977: Belcanto oder Darf eine Nutte schluchzen?
- 1977: C’est la vie Rose – Ein Junggesellenspiel
- 1978: Despair – Eine Reise ins Licht
- 1978: Schöner Gigolo, armer Gigolo
- 1979: Morgen wirst du um mich weinen
- 1979: Die dritte Generation
- 1979: Das verbotene Spiel (TV-Serie)
- 1981: Lola
- 1982: Querelle

## Theater
- Pippi Langstrumpf (Stadttheater Hildesheim)
- Kleiner Muck (Stadttheater Hildesheim)
- Wie man Hasen jagt (Berliner Theater)
- Trummi Kaputt (Grips Theater)
- Mannomann (Grips Theater)
- Große Grips Parade (CD)
- Gerettet (Theater am Turm)
- Der Geizige (Schiller Theater)
- Der Sturm (Schiller Theater)
- Charly’s Tante (Millowitsch-Theater)
- Die Hochzeit (Renaissance-Theater)
- Wanja 23rd Street (Renaissance-Theater)
- Top Girls (Renaissance-Theater)
- Good Bye Ladies (Künstlerhaus Bethanien)

## TV
- 1982: Direktion City (TV-Serie)
- 1981: Die blonde Caroline (Reihe Stadtgeschichten)
- 1980: Schicht in Weiß (TV-Serie)
- 1980: Berlin Alexanderplatz (TV-Serie)
- 1988: Ein ungleiches Paar
- Das feuerrote Spielmobil

## Hörspiele
- 1998: Peter Steinbach: Warum ist es am Rhein so schön… (Krankenschwester) – Regie: Hans Gerd Krogmann (Hörspiel – WDR/DLR)